# Sergio Torres Félix
Sergio Torres Félix (Culiacán, Sinaloa; 5 de junio de 1966) es un político mexicano exmiembro del Partido Revolucionario Institucional ahora miembro de Movimiento Ciudadano fue alcalde de Culiacán del 1 de enero de 2014 al 31 de diciembre de 2016.

## Biografía
Nació en la ciudad de Culiacán, el 5 de junio de 1966. Es Contador Público y Abogado, está casado con Aurora López de Torres. Fungió como funcionario público del Ayuntamiento de Culiacán desde los cargos más simples como Barrendero, Supervisor en la Dirección de Informática, Supervisor en el Departamento de Predial, Comisionado en el Sindicato, Secretario General del STASAC, Secretario de Desarrollo Social.

## Carrera política
En 2005 asumió la Presidencia del Comité Directivo Municipal del PRI en Culiacán, ese mismo año juró, a su vez, en el cargo de Regidor municipal para el periodo 2005-2007 en la administración de Aarón Irízar López, posteriormente compitió y ganó la elección por el distrito local XXII de Culiacán, juró como diputado Local desde 2007 hasta 2010. 
El 7 de julio de 2013 se llevaron a cabo las elecciones estatales de Sinaloa donde fueron elegidos los 18 Presidentes Municipales del estado, en Culiacán el candidato de la coalición Transformemos Culiacán (PRI, PVEM, Nueva Alianza), Sergio Torres resultó elegido presidente municipal por una amplia mayoría, doblando a su más cercano competidor con 119,894 votos, contra 49,925 votos del panista Eduardo Ortíz Hernández.
Tomó posesión del cargo el 1 de enero de 2014.

## Administración
Durante su gestión, destaca la participación ciudadana a través del Programa Cabildo Abierto que lleva más de un año motivando un sinnúmero de propuestas por parte de la ciudadanía para mejorar al municipio.

## Controversias

### Campaña al 100 x Culiacán y los Morrines
El alcalde también puso en marcha la campaña Al 100 por Culiacán, la cual fue fuertemente criticada por presuntamente usarla para promover su candidatura a la gubernatura de Sinaloa. Actualmente está pendiente una posible sanción por parte del Congreso del Estado. 
De acuerdo al alcalde Sergio Torres, los “Morrines”, fueron creados con el propósito de ser el nuevo icono de identidad de valores de la población de Culiacán, y un ejemplo para los niños, pero no ha sido aceptado por parte de la población, que se ha manifestado en contra por medio de las redes sociales. Los 'morrines' le costaron 162 mil pesos a Culiacán según declaró el propio Alcalde.